# Niederroßla

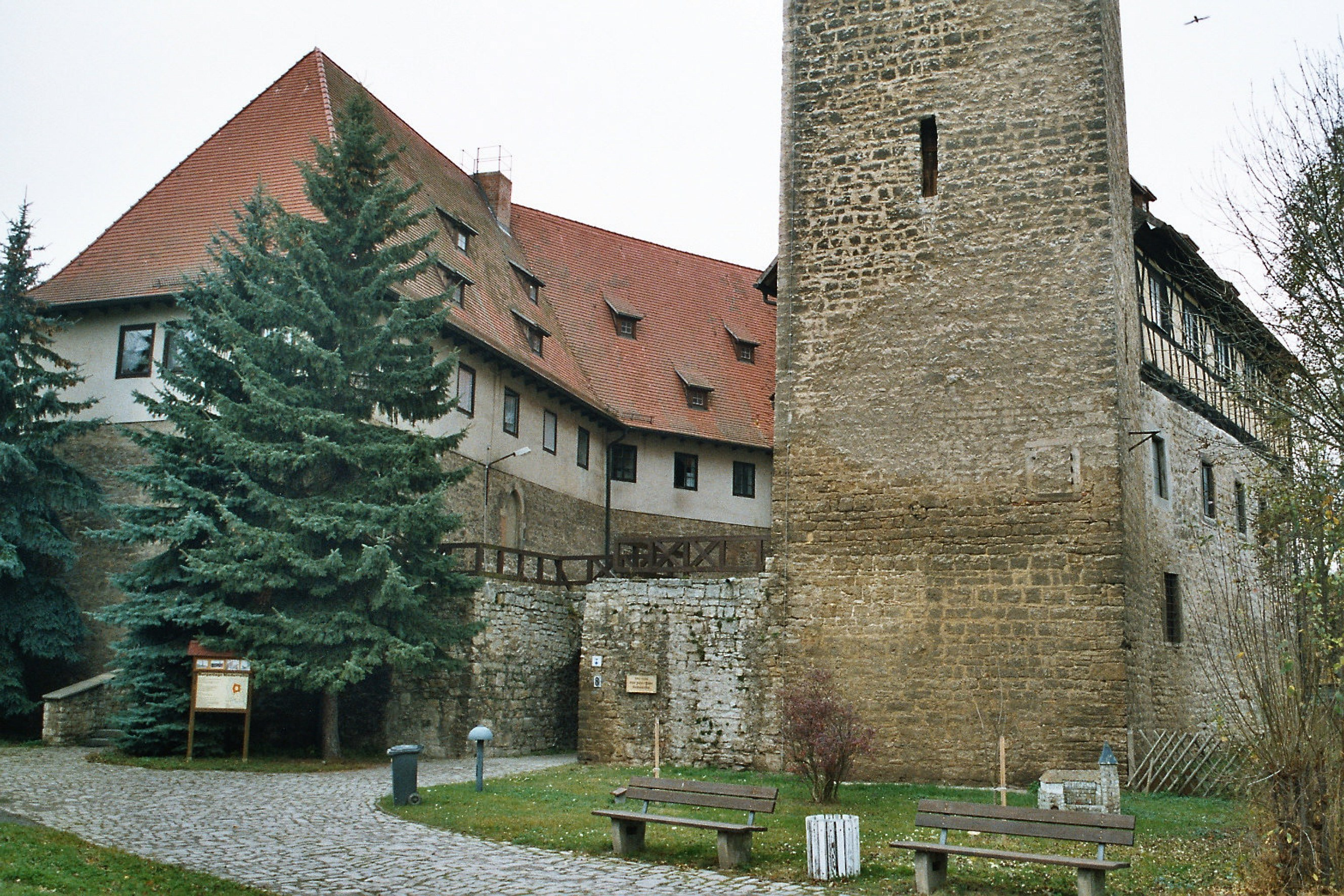
Die Wasserburg

Niederroßla ist ein Ortsteil der Landgemeinde Ilmtal-Weinstraße im Landkreis Weimarer Land (Thüringen). Niederroßla wird im Volksmund auch „Kitzelbach“ genannt. Bekannt ist Niederroßla für sein Elefantenfest.

## Geographie
Niederroßla liegt nordwestlich der Stadt Apolda an der Ilm und im Ackerbaugebiet des Thüringer Beckens in der Nähe der Bundesstraße 87.

## Verkehrsanbindung
Niederroßla erreicht man werktags mehrmals täglich mit dem Bus der Linie 289 der PVG Weimarer Land von Apolda in Richtung Buttstädt. Hier gibt es 2 Haltestellen. Die Haltestelle Niederroßla-Siedlung liegt im Wohngebiet in der Nähe des Gewerbeparks, Niederroßa Dorf liegt direkt im Ortskern.

## Geschichte
Die ersten Fundstücke aus Niederroßla und seiner Flur stammen schon aus der mittleren Steinzeit, später aus der Bronzezeit und Eisenzeit. Seit dem 1. Jahrhundert ist Besiedlung durch Hermunduren nachweisbar. Auf deren Kultstätten verweisen Orte wie Thorleite, Heilige Weiden und Radland (herabrollende brennende Räder zur Sonnwendfeier). Aus späterer Zeit stammen Slawengräber.
Man geht davon aus, dass Niederroßla erstmals in einer Urkunde des Kaisers Otto III. (HRR) vom 15. September 996 erwähnt wird. Otto III. (HRR) schenkte dem zu gründenden Kloster St. Kilians Zelle in Würzburg den Ort Roßla mit allem Zubehör. Offen allerdings bleibt, ob unter dem erwähnten Iocum Roßla Niederroßla an der Ilm oder Roßla bei Sangerhausen (Sachsen-Anhalt) gemeint ist.
Im frühen Mittelalter gab es noch keine Unterscheidung zwischen Nieder- und Oberroßla. Diese vollzog sich erst im 12. Jahrhundert. Vermutlich zur gleichen Zeit wurde in Niederroßla die Wasserburg Niederroßla errichtet. Ein edelfreier Dietmar von Roßla wurde erstmals in einer Urkunde von 1119 erwähnt. Er entstammte dem fränkischen Adelsgeschlecht der Reginbodonen und darf wohl als Erbauer der Wasserburg betrachtet werden.
Nach den Edelfreien nannte sich eine Niederadelsfamilie von Roßla. Nach dem Aussterben dieses letztmals 1371 urkundlich erwähnten Rittergeschlechtes ging die Burg in den Besitz der von Vitzthum über, welche sie bis 1447 besaßen. Apel Vitzthum der Ältere zu Roßla (* um 1400; † 1474) wurde als Raubritter der „Brandmeister von Thüringen“. Er wird mitverantwortlich gemacht für den Ausbruch des Sächsischen Bruderkrieges von 1446 bis 1451. Die Vitzthums verloren die Burg.
Bis zum Jahre 1482 besaß Herzog Wilhelm III. von Sachsen, der Tapfere, die Burg und errichtete hier ein Rechnungs- und Justizamt. Da er kinderlos blieb, gingen die Burg und das Amt Roßla in den Besitz seiner Neffen Ernst und Albrecht über. Diese vollzogen 1485 die Leipziger Teilung, wodurch Niederroßla an die Ernestiner kam. Bei diesen blieb der Ort auch nach der Wittenberger Kapitulation 1547. Durch die Erfurter Teilung des ernestinischen Herzogtums Sachsen kam Niederroßla im Jahr 1572 an das Herzogtum Sachsen-Weimar. Seit 1603 gehörte der Ort zum Herzogtum Sachsen-Altenburg. Als 1672 das Geschlecht Sachsen-Altenburg ebenfalls ausstarb, kam Niederroßla wieder zum Herzogtum Sachsen-Weimar. Im Jahr 1738/39 ließ der Weimarer Herzog Ernst August I. auf dem Boden der Vorburg das barocke Jagdschloss Niederroßla erbauen. Es hatte einen trapezförmigen Grundriss, zwei Ecktürme und war zum Park hin offen. 1779 bis 1789 hat sich Goethe mehrmals im Schloss aufgehalten. Er soll auch Kastanienbäume im Park gepflanzt haben. Die Burg war Justiz- und Rechnungsamt. Das Amt Roßla bestand bis zur Verwaltungsreform des Großherzogtums Sachsen-Weimar-Eisenach im Jahr 1850. Danach gehörte Niederroßla zum Verwaltungsbezirk Apolda.
Daneben entwickelte sich ein beachtliches landwirtschaftliches Gut: ab 1874 Weimarisches Kammergut, von 1920 bis 1945 staatliche Domäne. Im Frühjahr 1945 wurde das Schloss bei einem Bombenangriff beschädigt. Nach Kriegsende wurde es als Bürgermeisteramt und für die Unterbringung von Flüchtlingen genutzt. Die US-amerikanische Besatzung ab April 1945 wurde Anfang Juli durch die Rote Armee abgelöst. 1947 erfolgte auf Anordnung der Sowjetischen Militäradministration (Befehl 209) der Abbruch des Schlosses und der Gesindewohnungen. Mit dem Bauschutt verfüllte man den Wassergraben um das ehemalige Schloss. Durch Einsatz von Bürgern und Gemeinde konnte jedoch die Kernburg vor einem Abriss bewahrt werden. Es setzte allerdings ein Verfall der Burg ein. 1956 wurde sie unter Denkmalschutz gestellt, 1966 begannen Restaurierungs- und Sanierungsmaßnahmen. Die Burg wurde zum Kulturzentrum umgestaltet. 1991 bis 1996 waren Schwerpunkte die Gestaltung der Außenanlage und der Erhalt der Fachwerkreste. Am 1. April 2008 brach die Giebelseite des Ostflügels ein. Die Ursache dafür ist strittig. Nach ersten Sicherungsmaßnahmen erfolgte der Wiederaufbau, dessen Grundstein am 23. April 2009 durch den Bürgermeister gelegt wurde. Ins Mauerwerk eingelassen wurde eine Kunststoffröhre mit Münzen, einem Faltblatt zur Wasserburg, dem Spendenaufruf, einer aktuellen Zeitung und eine Festschrift.
Ein Schaukasten vor der kleinen Burg mit ihrem 57 m hohen Bergfried mit spitzem Turmhelm (14 m) erzählt – gut bebildert – die Geschichte von Burg und beseitigtem Schloss. Die ehemalige Wasserburg mit ihrem weithin sichtbaren Turm ist das Wahrzeichen von Niederroßla. Mit der angegebenen Höhe ist er somit der höchste Bergfried Deutschlands. Die soliden Wirtschaftsgebäude des ehemaligen Kammerguts – teilweise mit Fachwerk – sind gut erhalten.
Die Evangelische Kirchengemeinde unterhält eine Partnerschaft mit Meßstetten.
Ab 1995 ist ein großes neues Wohngebiet in Niederroßla entstanden.
Am 31. Dezember 2013 wurde Niederroßla in die neue Landgemeinde Ilmtal-Weinstraße eingegliedert.

## Politik

### Bürgermeister seit 1822
| - 1822–1835: Wilhelm Schlömilch - 1835–1861: Bernhard Kaiser - 1862–1887: August Preller - 1888–1897: Karl Heidelmann - 1897–1908: Karl Meißelbach - 1908–1919: Otto Zahn | - 1919–1922: August Meißner - 1922–1934: Karl Schlömilch - 1934–1945: Arno Thiel - 1945–0000: Bruno Kalkhoff - 1945–1947: Arthur Zeunert - 1947–1951: August Vent | - 1951–1954: Conrad Weise - 1954–1959: Arno Berger - 1959–1963: Helmut Prenzel - 1964–1970: Hilde Mai - 1970–1974: Hans Meuschke - 1974–1982: Karl Taudte | - 1982–1984: Klaus Horn - 1984–1985: Hubert Lindner - 1985–1994: Peter Dubberke - 1994–2010: Hans-Jürgen Dietsch - 2010–2013: Andreas Trübner - 2013–0000: Ralf Lindner (ab dem 1. Januar 2014 Ortschaftsbürgermeister) |

### Wappen
Blasonierung: „In Rot ein silberner Elefant, das rechte Vorderbein anhebend, belegt mit einem Schildchen, darin in Rot auf schwarzem, silberbebordeten Schildfuß eine silberne zweistöckige Burg mit walmbedachten Mittelbau mit vier schwarzen Fenstern und silbernem Portal, zwei spitzbedachte Flankentürmen, mit schwarzer Wetterfahne besteckt, sowie je zwei schwarzen Fenster.“
Wappenerklärung: Der silberne Elefant erinnert an die Elefantenkuh Miss Baba, die im Februar 1857 auf der Durchreise unter nicht mehr klärbaren Umständen verstarb (siehe Ortsneckname#Beispiele) und auf die das Elefantenfest zurückgeht. Die silberne Burg symbolisiert die Niederroßlaer Wasserburg. Das Wappen wurde am 25. Mai 1993 genehmigt.

## Kultur und Sehenswürdigkeiten

### Elefantenfest

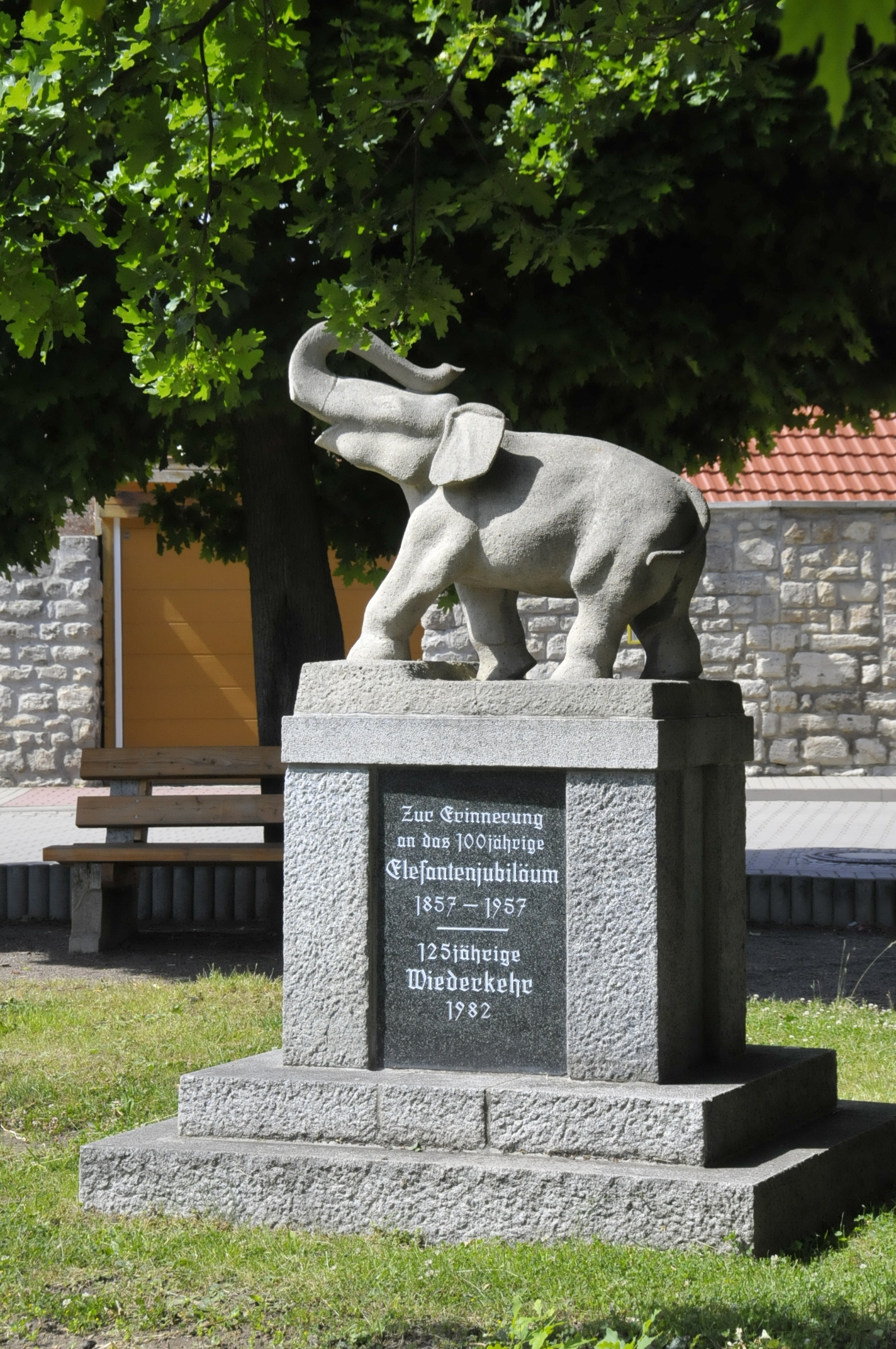
Das Denkmal des Elefanten auf dem Anger

Plakat der Wandermenagerie

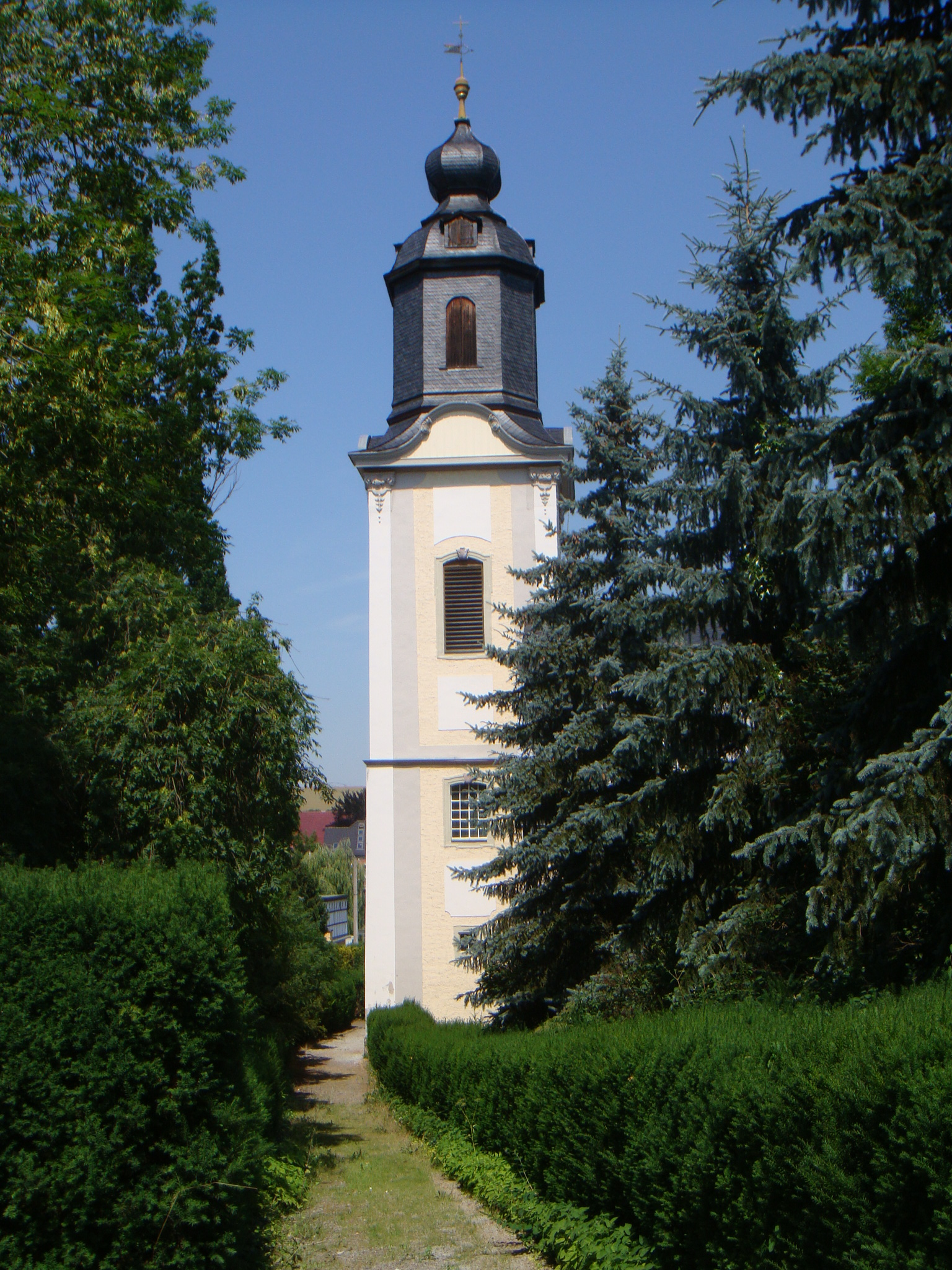
Evangelische Dorfkirche

In Niederroßla findet alle 25 Jahre ein Elefantenfest statt, das auf eine kuriose und aufsehenerregende Begebenheit des Jahres 1857 mit einem Elefanten zurückgeht (siehe Miss Baba). Bisher fanden in den Jahren 1907, 1932, 1957, 1982 und 2007 Elefantenfeste statt. Das nächste Fest ist für 2032 geplant. Seit der „Elefantengeschichte“ ziert ein Elefant das Wappen des Ortes.

### Bauwerke
- Wasserburg Niederroßla aus dem 13. Jahrhundert; auf dem davorliegenden Platz befand sich das 1947 abgerissene Barockschloss.
- Barocke Dorfkirche aus dem Jahr 1670 mit Orgel (1730 von Heinrich Nicolaus Trebs nach Entwurf von Johann Gottfried Walther erbaut)
- Evangelisches Pfarrhaus, 1826 erbaut von Clemens Wenzeslaus Coudray
- Dorfplatz als Mittelpunkt des Ortes
- Wasserturm von 1913; von hier aus hat man einen guten Blick auf den Ort.

## Vereine
Die wichtigsten im Ort aktiven Vereine sind:
- Burg- und Heimatverein Niederroßla e. V., seit 2004
- Volkschor Niederroßla, seit 1946 (hervorgegangen aus Freien Sängern und Gesangsverein Männerchor)
- SV Blau-Weiß Niederroßla, mit Sportplatz und Sportlerheim
- Freiwillige Feuerwehr Niederroßla
- Niederroßlaer Carnevals Club (NCC)
- Vocalkreis Niederroßla, seit 1986 (Kirchenmusikalisches Ensemble)
- Jugend- und Freizeitverein Niederroßla e. V., seit 1996

## Persönlichkeiten

### Söhne und Töchter der Stadt
- Christian Friedrich Polz (1714–1782), deutscher Logiker und evangelischer Theologe
- Christian Heinrich Hase (1731–1791), Pastor, Kirchen- und Schulbeamter in Stadt-Sulza und Allstedt
- Johann Gottlob Samuel Schwabe (1746–1835), Pädagoge, Schulrektor
- Traugott Leberecht Schwabe (1737–1812), Regierungsrat, Hofadvokat und Bürgermeister von Weimar
- Johann Gottlob Töpfer (1791–1870), Organist, Komponist und bedeutender Theoretiker des Orgelbaus
- Carl Christoph Göbel (1794–1851), Chemiker[4]
- Ludwig Osmer Otto Saalfeld (1822–1886), Kameralist, Staatsbeamter
- Arwed Emminghaus (1831–1916), Mitbegründer der Deutschen Gesellschaft zur Rettung Schiffbrüchiger
- Arno Friedrich Wilhelm Müller (1877–1942), Lehrer und Heimatforscher
- Herbert Haenert (1891–1973), Sanitätsrat, Ehrenbürger
- Fritz Hermann Ehrlich (1917–1980), Heimatforscher

### Persönlichkeiten, die mit dem Ort in Verbindung stehen
- Apel Vitzthum der Jüngere (1425–1474), Territorialherr, der in Kämpfen gegen Herzog Wilhelm III. von Weimar, den Besitz von Wasserburg und Amt verlor
- Karl Dobermann (1834–1894), Hundezüchter und Hundesteuereintreiber im Amt Niederroßla
- Dorothea Mackenroth geb. Luther (1483–?), Schwester Martin Luthers, verheiratet mit dem Niederroßlaer Amtsschreiber Paul Mackenroth
- Margarethe Kestner geb. Mackenroth (* ?; † 6. April 1574), Tochter von Dorothea, Luthers Nichte, ist in der Kirche des Ortes begraben.